# Aeroportul Baoshan Yunduan
Aeroportul Baoshan Yunduan (IATA: BSD, ICAO: ZPBS) este un aeroport din Yunnan, Republica Populară Chineză ce deservește zona Baoshan⁠(d). Aeroportul a fost tranzitat în 2022 de 527.401 pasageri. A fost numit după zona deservită.
Situat la o altitudine de 1.662 m, aeroportul dispune de o singură pistă.